# Jezioro Wydmińskie

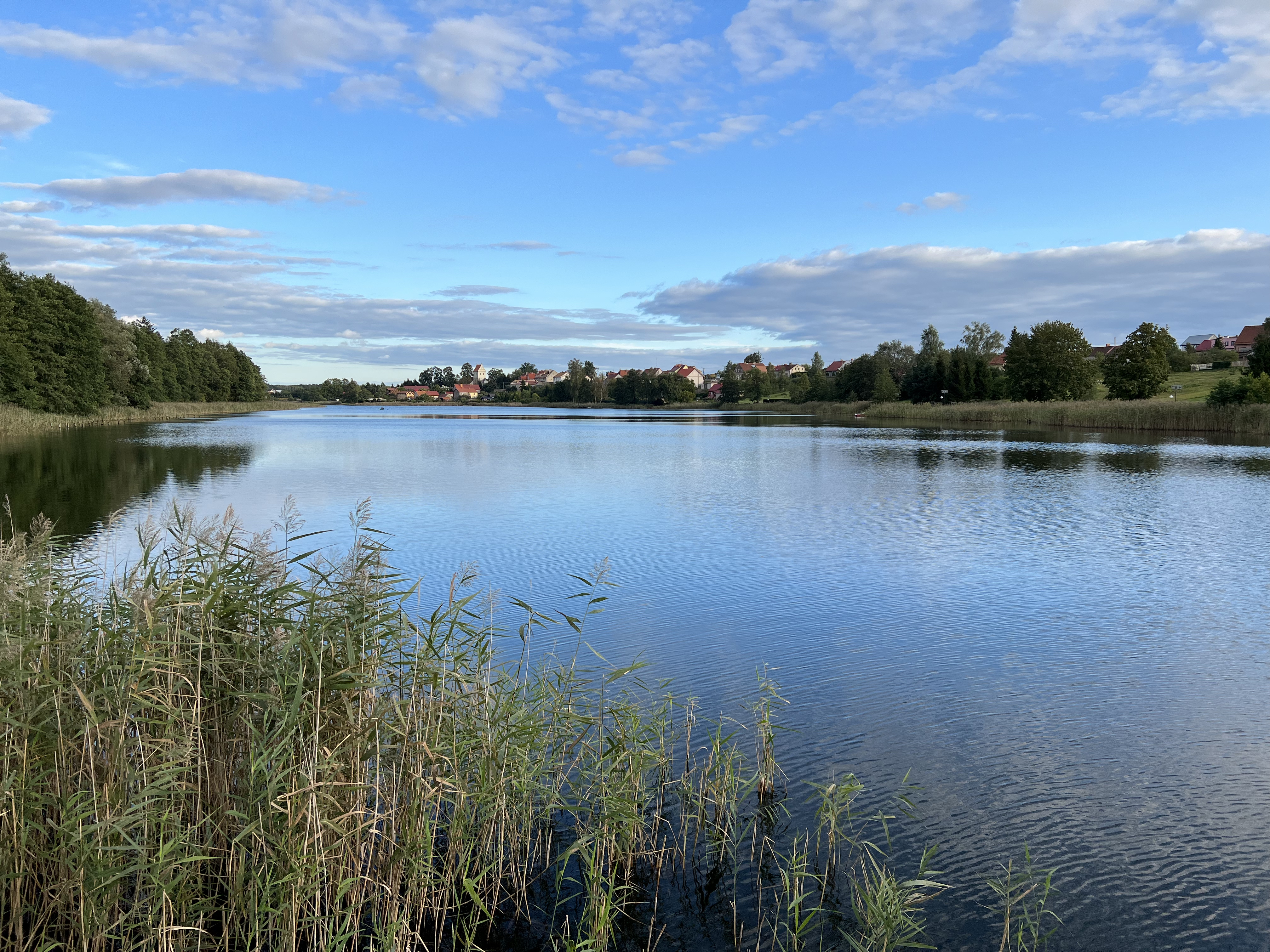
Jezioro Wydminskie in Wydminy

Der Jezioro Wydmińskie (deutsch Widminner See) ist ein See in der polnischen Landgemeinde Wydminy im Powiat Giżycki in der Woiwodschaft Ermland-Masuren. 
An seinem südlichen Ende liegt der Ort Wydminy und an seinem Nordostufer der Ort Sucholaski.
Der mit zahlreichen Buchten ausgestattete See  ist ca. 150 bis 1100 Meter breit und ca. 7,2 km lang. Seine Größe wird mit 332,5 bis 336,6 ha angegeben.